# Boris Biro
Boris Biro (* 3. März 2002) ist ein österreichischer Fußballspieler.

## Karriere
Biro begann seine Karriere beim SC Kreuttal. Im April 2012 wechselte er zum 1. FC Bisamberg. Zur Saison 2013/14 schloss er sich dem First Vienna FC an. Im Februar 2014 wechselte er zum Floridsdorfer AC. Zwischen August 2016 und März 2017 spielte er für den SV Horn, ehe er zum FAC zurückkehrte.
Im November 2019 debütierte er für die Amateure der Wiener in der fünftklassigen 2. Landesliga. Im Februar 2020 erzielte er bei einem 6:2-Sieg gegen den DSV Fortuna 05 seine ersten beiden Tore für die Amateure des FAC. Nach drei Spielen in der fünfthöchsten Spielklasse stand er im Juli 2020 gegen den SKU Amstetten erstmals im Profikader. Sein Debüt in der 2. Liga gab er schließlich im selben Monat, als er am 30. Spieltag der Saison 2019/20 gegen die SV Ried in der 80. Minute für Adolphe Belem eingewechselt wurde. Dies blieb sein einziger Profieinsatz für den FAC.
Im Februar 2021 wechselte Biro zum Regionalligisten SV Leobendorf. Für Leobendorf kam er allerdings aufgrund des COVID-bedingten Abbruchs der Saison 2020/21 nie zum Einsatz. Zur Saison 2021/22 wechselte er zum viertklassigen Favoritner AC.